# Stigmaeus novazealandicus
Stigmaeus novazealandicus är en spindeldjursart som beskrevs av Charles Thorold Wood 1981. Stigmaeus novazealandicus ingår i släktet Stigmaeus och familjen Stigmaeidae. Inga underarter finns listade i Catalogue of Life.